# Hornschuchia obliqua
Hornschuchia obliqua Maas & Setten – gatunek rośliny z rodziny flaszowcowatych (Annonaceae Juss.). Występuje endemicznie w Brazylii – w stanie Bahia. 

## Morfologia
PokrójZimozielone drzewo dorastające do 6–8 m wysokości.
LiścieMają eliptyczny kształt. Mierzą 19–38 cm długości oraz 10–17 cm szerokości. Blaszka liściowa jest całobrzega o tępym wierzchołku.
KwiatyZebrane w pęczki, rozwijają się na szczytach pędów. Płatki mają białą barwę. Kwiaty mają jeden lub dwa owocolistki.
OwocePojedyncze. Mają odwrotnie jajowaty kształt. Osiągają 12–23 mm długości.

## Biologia i ekologia
Rośnie w lasach, na terenach nizinnych.